# Zschorlau
Zschorlau ist eine Gemeinde im sächsischen Erzgebirgskreis. Die Gemeinde und Bockau bilden die Verwaltungsgemeinschaft Zschorlau.

## Geografie
Zschorlau liegt im Westerzgebirge etwa 5 km südlich von Aue und wird im Süden vom Steinberg (732,8 m) überragt. Der Ort ist, wie viele ehemalige Waldhufendörfer im Erzgebirge, an einem Bachlauf, dem Zschorlaubach, entstanden. Dieser entspringt südwestlich der Gemeinde auf einer weitgestreckten moorigen Hochebene, dem Hohen Forst, im örtlichen Volksmund „Dr Forst“ genannt. Bevor der Bach die Ortslage erreicht, speist er mit seinem Wasser den Filzteich, der Zentrum eines beliebten Naherholungsgebietes ist. Am Ende der Ortslage folgt mit dem Gößnitzgrund ein Engtal, durch das erst 1907 die Zschorlauer Talstraße gebaut wurde.
Zschorlau liegt nach der Naturraumkarte von Sachsen in der Mesogeochore „Auer Talkessel mit Höhenrücken“ und gehört zu den Mikrogeochoren „Zschorlaubach-Tal“ und „Zschorlauer Rücken“, der nach Aue hin orientierte untere Teil von Zschorlau dagegen schon zur Mikrogeochore „Auer Talkessel“.
|                      | Stadt Schneeberg                            | Stadt Aue-Bad Schlema  |
| Gemeinde Stützengrün | Kompassrose, die auf Nachbargemeinden zeigt | Stadt Lauter-Bernsbach |
| Gemeinde Bockau      | Stadt Eibenstock                            |                        |

Zschorlau trennen nur wenige Meter von der Grenze zum Landkreis Zwickau.

### Geologie

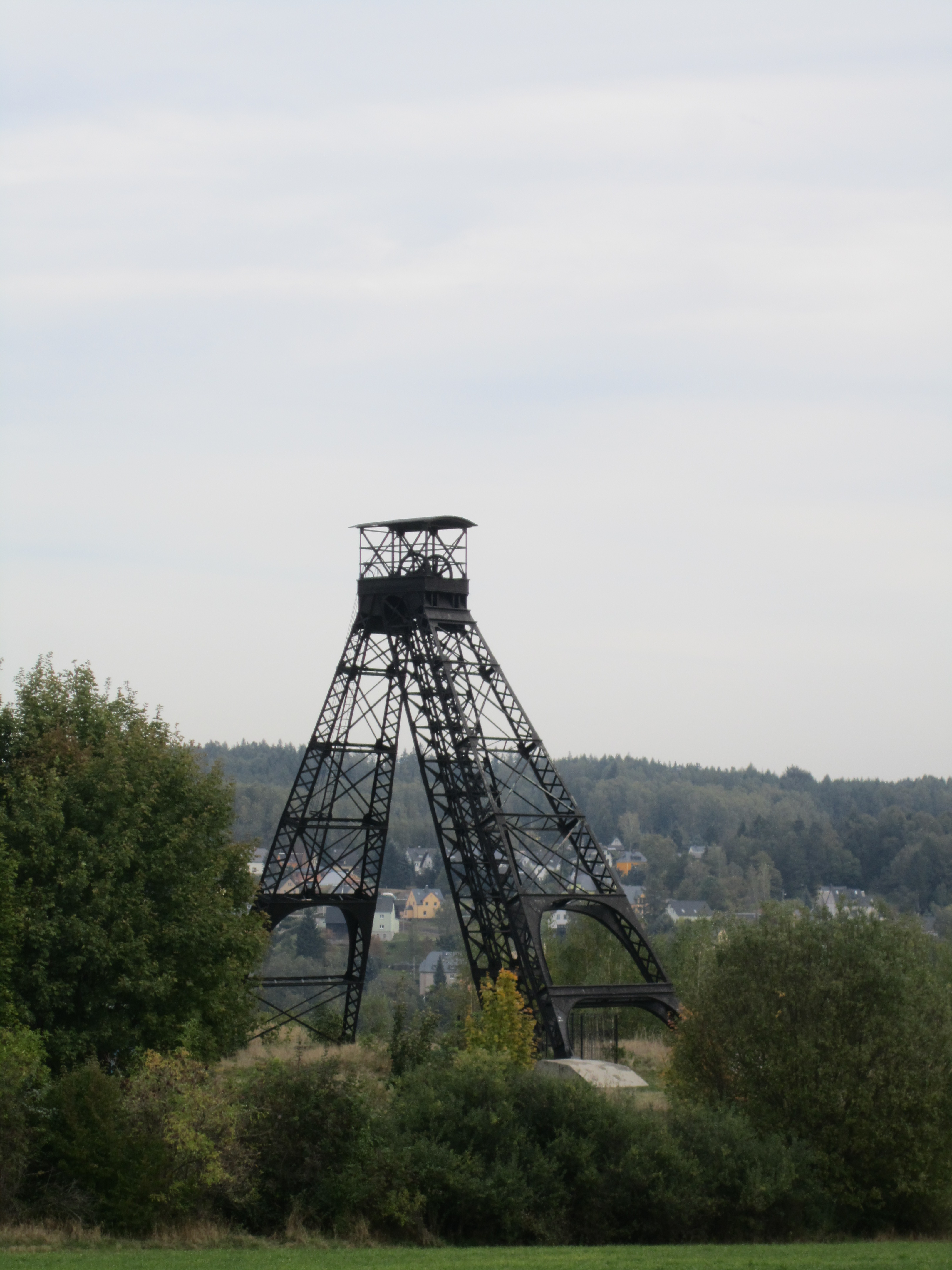
Förderturm der Fundgrube Türk

Die Gemeinde liegt an der Süd-Ost-Flanke der „Schneeberger Lagerstätte“, die bis an den Rand des Ortes reicht. Äußerlich macht sich dies durch den Förderturm des Türkschachtes bemerkbar, der nur wenige Meter hinter den Häusern auf einer Anhöhe zwischen Zschorlau und Neustädtel steht. Dieser Turm ist das einzige erhaltene Stahlfördergerüst des westerzgebirgischen Altbergbaus und steht unter Denkmalschutz.
Eine Besonderheit bildet das Gebiet des Schaubergwerks St. Anna am Freudenstein. Es gehört geologisch zur Schneeberger Lagerstätte, ist aber als eine gesonderte Teillagerstätte zu betrachten.
Außerdem sind die auf der Gemeindeflur entdeckten und abgebauten Wolframitvorkommen eine interessante geologische Erscheinung.

### Ortsgliederung

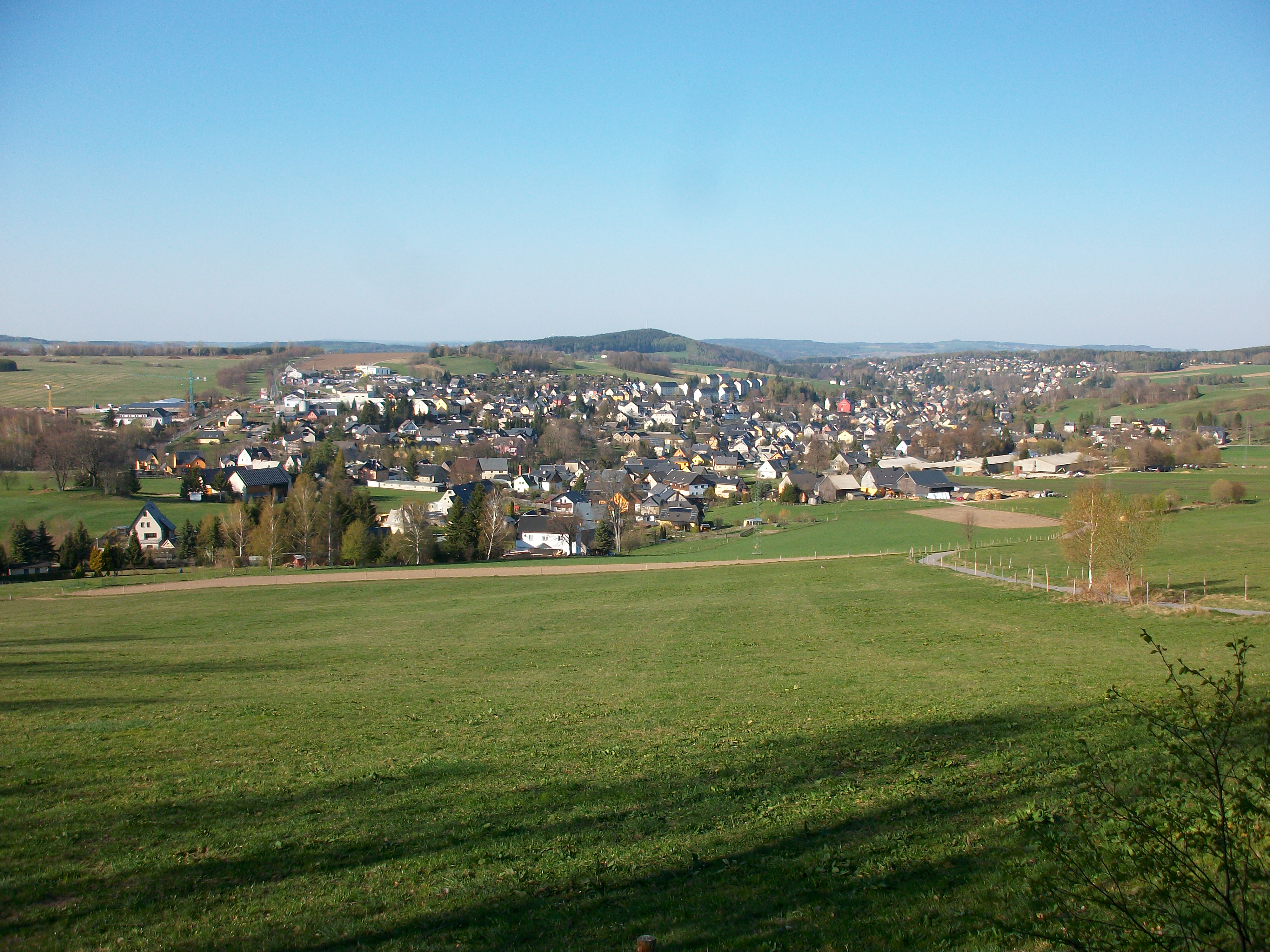
Blick vom Steinberg (Zschorlau) nach Zschorlau

Zur Gemeinde Zschorlau gehören die Ortsteile Albernau (mit Schindlerswerk) und Burkhardtsgrün.

## Geschichte

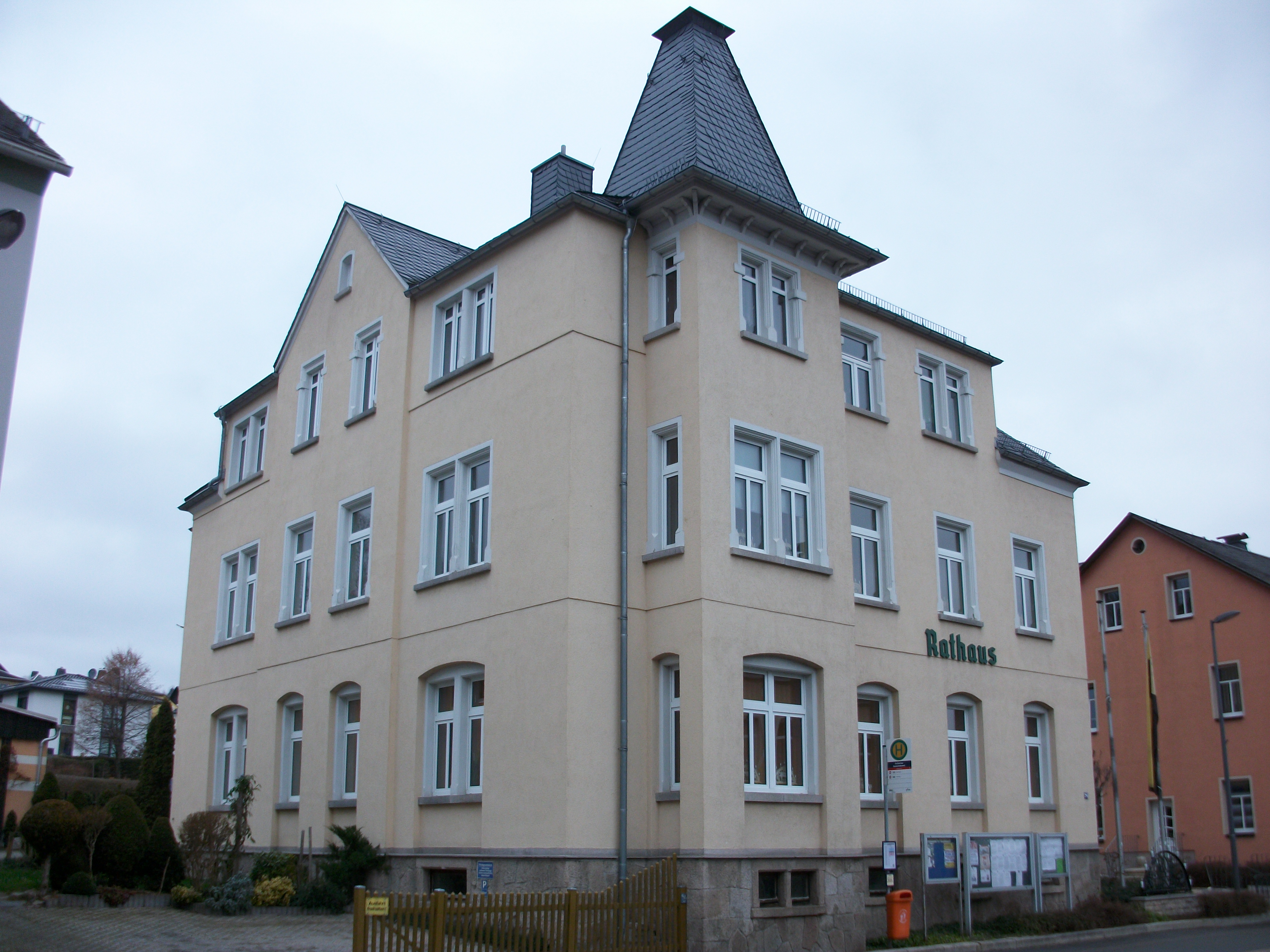
Rathaus Zschorlau

Zschorlau wurde wie die Nachbarorte Neustädtel, Griesbach und Lindenau um 1200 gegründet. Nach Robert Immisch (Die slavischen Ortsnamen im Erzgebirge; 1866) bedeutete der Ortsname Quellenwiese (Wiese an der Zschorle, vgl. obersorbisch žórło Quelle). Er gehörte, anders als seine Ortsteile, nicht zur Herrschaft Schwarzenberg, sondern zur Herrschaft Wiesenburg und zu dessen Nachfolger, dem Amt Wiesenburg.
Im Zschorlauer Ortsteil Albernau gibt es seit dem 17. Jahrhundert ein Blaufarbenwerk, das nach seinem ersten Besitzer Erasmus Schindler „Schindlersches Blaufarbenwerk“ und nach der erzeugten blauen Farbe ultramarin auch US Sächsisches Blaufarbenwerk GmbH (Schindlerswerk Nr. 9) genannt wird. In der kurzen Selbstdarstellung des Werkes heißt es, dass die Hütte das „wahrscheinlich älteste Farbenwerk der Welt“ sei.
Nach der NS-Machtübernahme wurde zwischen April und Juli 1933 ein altes Fabrikgebäude in der Albernauer Straße 2 von den Nationalsozialisten zum „Schutzhaftlager“ (KZ Zschorlau) umfunktioniert. Dort wurden 207 politische Gegner, darunter ein Jude, inhaftiert und gefoltert. Zu den namentlich bekannten Häftlingen zählten Paul Korb und Erich Weidlich. Zahlreiche Misshandelte starben kurz darauf an der erlittenen Folter. Durch Auflösung des Lagers am 10. Juli 1933 wurden ca. 50 Häftlinge in das Zuchthaus Zwickau-Osterstein und ca. 30 Häftlinge in das KZ Sachsenburg verlegt. Eine Gedenktafel erinnert an die Opfer.
Die formell-juristische Neugründung des Erzgebirgsvereins in den Neuen Bundesländern erfolgte am 21. April 1990 im Kuchenhaus in Zschorlau. An dieses Ereignis erinnert eine Tafel an dem Gebäude. 
Am 1. Januar 1996 wurde Burkhardtsgrün, am 1. Januar 1998 Albernau nach Zschorlau eingemeindet.

## Politik
- SPD: 1
- AA: 4
- (H)ERZ: 2
- CDU: 11

### Gemeinderat
Seit der Gemeinderatswahl am 9. Juni 2024 verteilen sich die 16 Sitze des Gemeinderates folgendermaßen auf die einzelnen Gruppierungen:
- CDU: 11 Sitze
- Albernauer Alternative (AA): 4 Sitze
- Bürgerinitiative Zukunft (H)ERZgebirge: 2 Sitze
- SPD: 1 Sitz

| Liste                          | 2024   | 2024   | 2019   | 2019   | 2014   | 2014   |
| Liste                          | Sitze  | in %   | Sitze  | in %   | Sitze  | in %   |
| ------------------------------ | ------ | ------ | ------ | ------ | ------ | ------ |
| CDU                            | 11     | 51,2   | 11     | 66,2   | 12     | 65,4   |
| Albernauer Alternative         | 4      | 27,3   | 3      | 22,6   | 1      | 7,5    |
| Bürgerinitiative (H)ERZgebirge | 2      | 11,9   | –      | –      | –      | –      |
| SPD                            | 1      | 9,7    | 1      | 11,2   | 3      | 16,7   |
| WGZ                            | –      | –      | –      | –      | –      | 4,0    |
| NPD                            | –      | –      | –      | –      | –      | 3,6    |
| FDP                            | –      | –      | –      | –      | –      | 2,8    |
| Wahlbeteiligung                | 73,6 % | 73,6 % | 67,4 % | 67,4 % | 60,6 % | 60,6 % |

### Bürgermeister
Hauptamtlicher Bürgermeister Zschorlaus ist Wolfgang Leonhardt (CDU). Bei der Bürgermeisterwahl am 7. Juni 2015 wurde er bei einer Wahlbeteiligung von 54,6 Prozent mit 79,0 Prozent im ersten Wahlgang im Amt bestätigt.
| Wahl | Bürgermeister      | Vorschlag | Wahlergebnis (in %) |
| ---- | ------------------ | --------- | ------------------- |
| 2022 | Wolfgang Leonhardt | CDU       | 63,6                |
| 2015 | Wolfgang Leonhardt | CDU       | 79,0                |
| 2008 | Wolfgang Leonhardt | CDU       | 95,8                |
| 2001 | Wolfgang Leonhardt | CDU       | 64,1                |
| 1994 | Wolfgang Leonhardt | CDU       | 65,4                |

### Gemeindepartnerschaften
Es besteht eine Gemeindepartnerschaft mit der Gemeinde Dietenhofen im Landkreis Ansbach.

## Kultur und Sehenswürdigkeiten

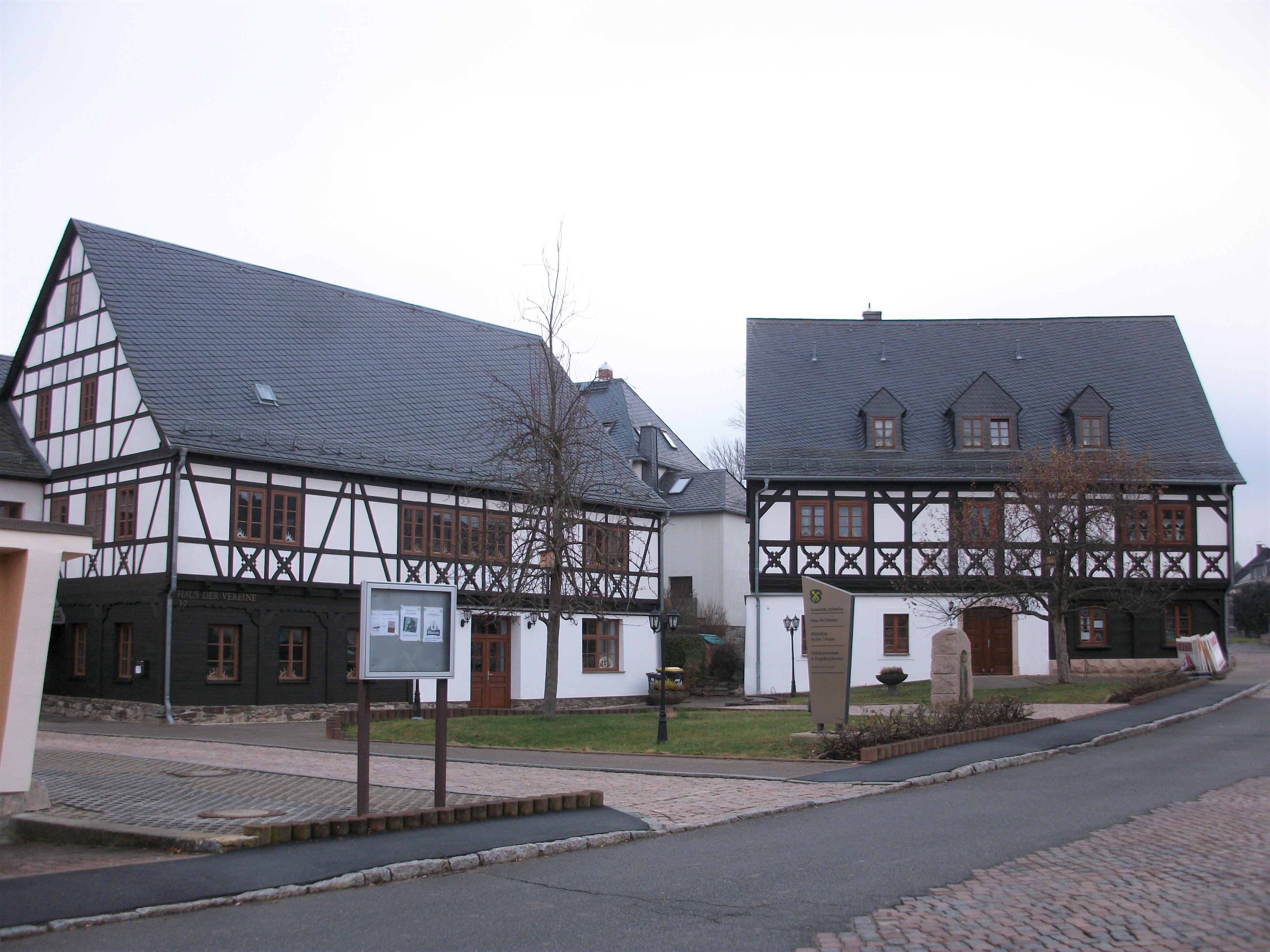
Haus der Vereine und Volkskunstschule Zschorlau

- siehe auch: Liste der Kulturdenkmale in Zschorlau
- Die Dorfkirche Zschorlau ist eine im Kern spätgotische Saalkirche mit reicher, teils wertvoller Ausstattung, zu der eine spätbarocke Bilderdecke gehört.
- Das Schaubergwerk St. Anna am Freudenstein befindet sich am unteren Ende der Gemeinde Zschorlau auf der Verbindungsstraße nach Aue. In der dortigen Quarzhöhle zeigt im Sommer ein Wandermarionettentheater Aufführungen und in der Weihnachtszeit werden öffentliche Mettenschichten veranstaltet.
- Die Blaufarbenfabrik von Erasmus Schindler gehört seit 2019 zu den 22 UNESCO-Welterbestätten der Montanregion Erzgebirge.[9]
- Förderturm der Fundgrube Türk
- Seit 2000 findet in Zschorlau alle fünf Jahre ein Passionsspiel statt: mit dieser besonderen Form der Verkündigung christlicher Botschaft wollen ca. 140 Mitwirkende aus der Ev.-Luth. und Ev.-Meth. Kirche sowie der Landeskirchlichen Gemeinschaft die biblischen Berichte vom Passionsgeschehen den Besuchern durch spielerische Darstellung nahebringen.[10]

### Naturschutz
- Siehe auch: Liste der Naturdenkmale in Zschorlau

## Wirtschaft und Infrastruktur

### Bildung

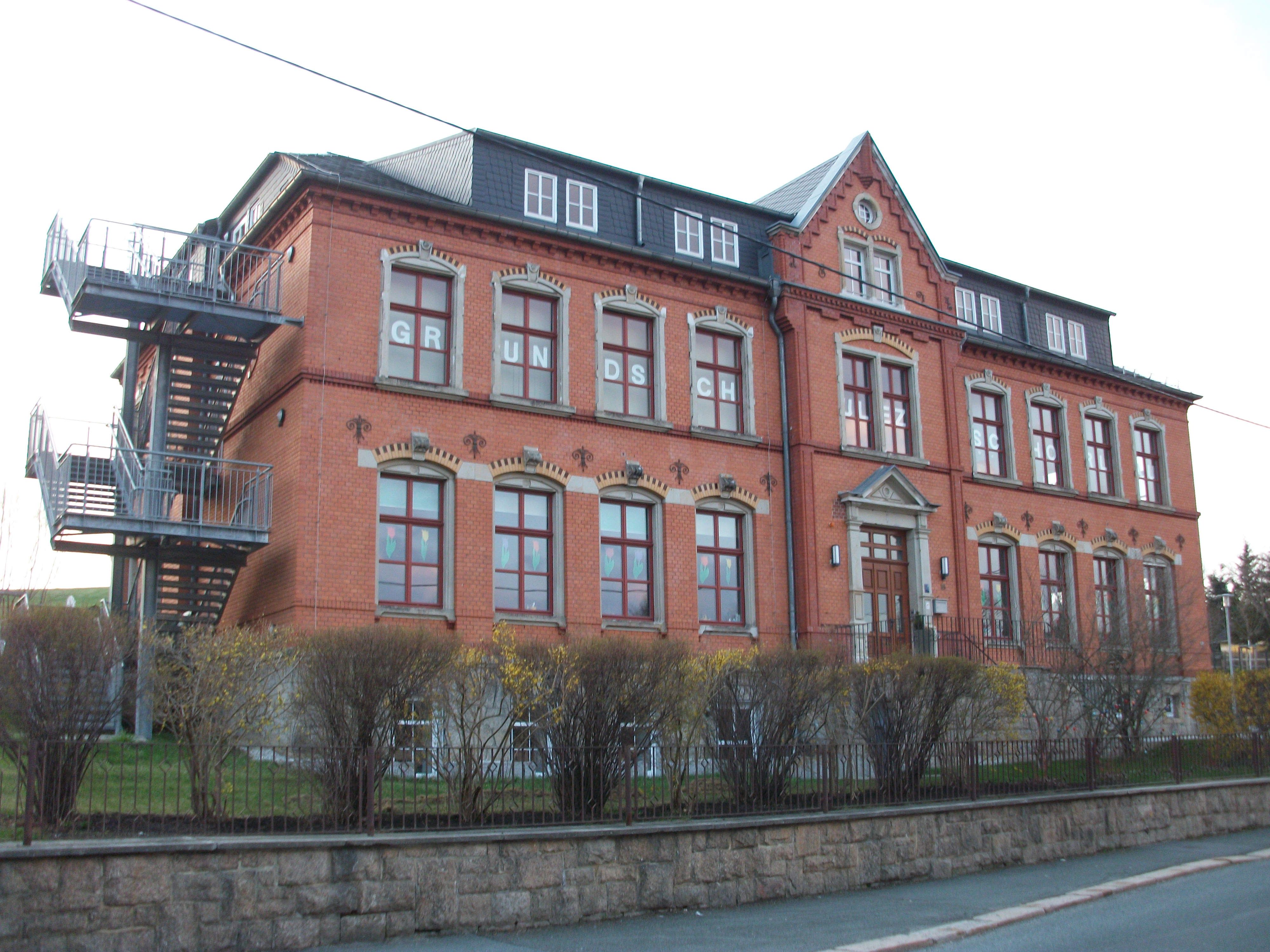
Grundschule Zschorlau

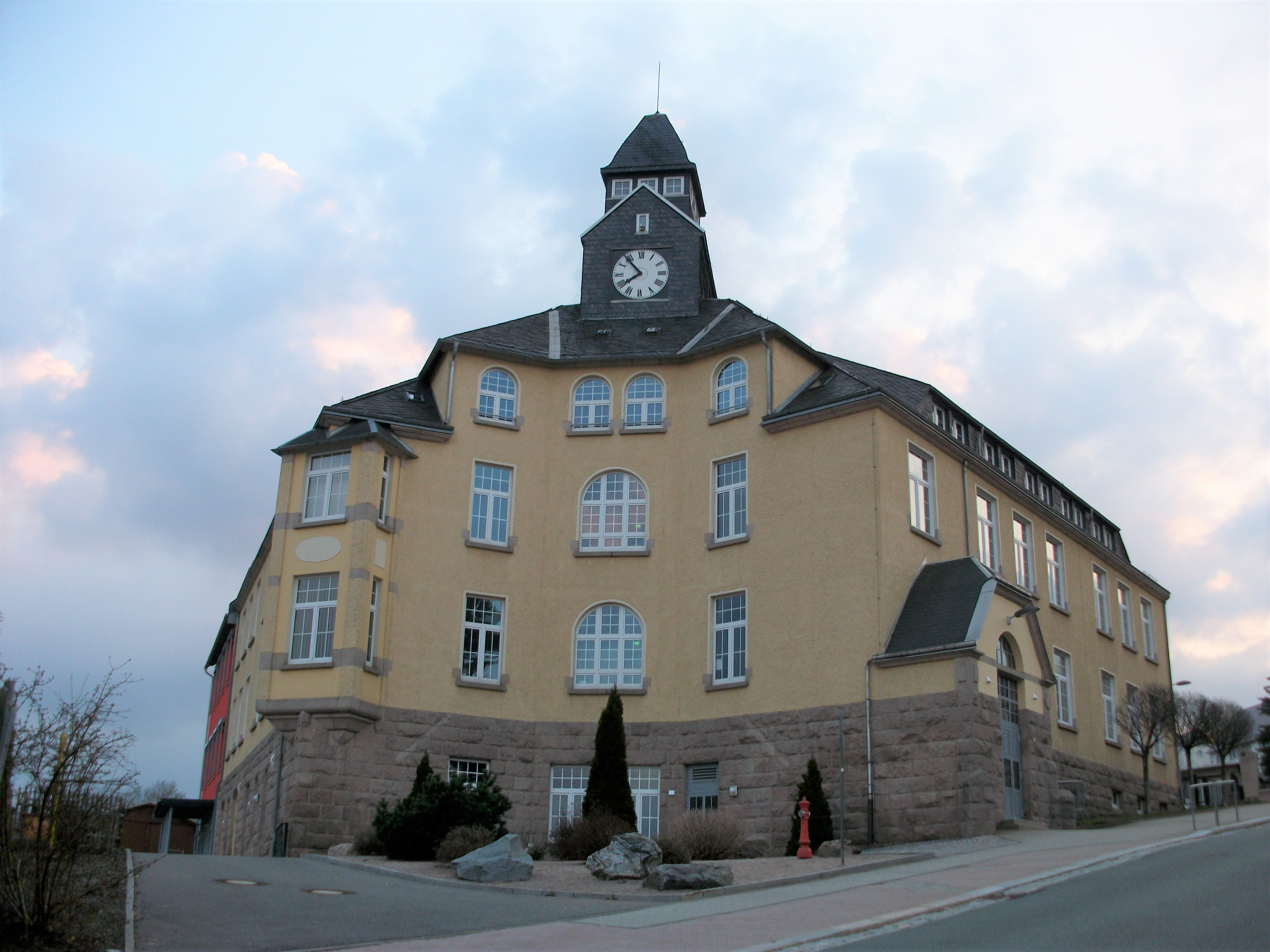
Oberschule Zschorlau

Zschorlau verfügt über die Oberschule Zschorlau und die Grundschule Zschorlau.

## Persönlichkeiten

### Ehrenbürger
- 1933: Paul von Hindenburg, Reichspräsident[11]
- 1933: Adolf Hitler, Reichskanzler[12]
- Dietmar Zimpel (1933–2017), Motorsportler und -konstrukteur, Autohausbesitzer, Begründer der Dietmar-und-Evelyn-Zimpel-Stiftung zur Kinder- und Jugendförderung
- Der Titel der Auszeichnung als Ehrenbürger erlischt mit dem Tod der Person.

### Söhne und Töchter der Gemeinde
- Christian Adolf Lenk (1801–1879), evangelischer Pfarrer
- Guido Heiland (1881–1957), Politiker
- Helmut Unger (1923–2016), Heimatforscher
- Manfred Bochmann (1928–2011), Politiker (SED) und Minister für Geologie der DDR
- Siegfried Pausch (1941–2004), Politiker (CDU), MdL
- Horst Voigt (* 1941), Politiker (CDU und der AB 2000)
- Lothar Spitzner (1943), ehemaliger Fußballspieler
- Christine Weber (* 1948), Politikerin (CDU), Landesministerin in Sachsen
- Stefanie Rehm (* 1950), Politikerin (CDU), Landesministerin in Sachsen
- Andreas Schramm (* 1951), Politiker (CDU) und Landrat

### Personen mit Bezug zum Ort
- Carl Eduard Mannsfeld (1822–1874), Jurist und Politiker, MdL (Königreich Sachsen)
- Julius Bochmann (1832–1918), Baumeister und konservativer Politiker, MdL (Königreich Sachsen)
- Martin Päßler (1586–1651), Unternehmer
- Erasmus Schindler (1608–1673), Handelsmann und Unternehmer, Gründer des Schindlerschen Blaufarbenwerks
- Gotthard Voigt (1928–1991), Politiker (DSU)
- Lothar Kolditz (1929–2025), Chemiker
- Edmut Kluge (1933–2019), Mundartautor
- Uwe Leonhardt (* 1958), Unternehmer und Fußballfunktionär